# Aura Poku
Aura Poku war eine aschantische Prinzessin sowie Gründerin und erste Königin des Königreiches Baulé, das im 18. Jahrhundert in der zentralen Region der heutigen Republik Elfenbeinküste entstanden war.

## Ausgangssituation in Asante
Im Jahre 1750 starb der Asantehene Osei Opoku Ware I. und im Zusammenhang mit der Thronfolge brach in Asante ein Bürgerkrieg aus. Um die Fortsetzung seiner bisherigen Politik sicherzustellen, hatte noch zu Lebzeiten der verstorbene König seinen Bruder Aquassi (in anderen Quellen auch Daku, Darko o. ä.) zu seinem Nachfolger ernannt. Als Opoku 1750 gestorben war, ignorierten jedoch die Königsmacher von Asante den Anspruch des Aquassi und wählten an seiner statt Kusi Obodum zum neuen Asantehene. Im Folgejahr 1751 berichten z. B. die Dänen aus Christiansborg, dass Kusi fest auf dem Thron etabliert worden sei und dass Aquassi, welcher Kusi seinen Anspruch streitig gemacht hatte, Selbstmord begangen habe und seine hauptsächlichsten Gefolgsleute hingerichtet worden seien. Der Bürgerkrieg in Asante war damit jedoch noch nicht beendet, denn Kusi Obodum war grob gesehen nur von einer gewissen Splittergruppe installiert worden.

## Gründungsgeschichte von Baulé
Im Zuge der Nachfolgestreitigkeiten in Asante wurde auch einer der Neffen des verstorbenen Asantehene und Bruder der Prinzessin Aura Poku getötet. Aura Poku versammelte daraufhin ihre Gefolgsleute und die in ihrem Heimatgebiet wohnenden auswanderungswilligen Einwohner und verließ mit ihnen Asante in westlicher Richtung auf der Suche nach neuen Siedlungsplätzen. Man gelangte schließlich in die zentrale Region der heutigen Elfenbeinküste, wo man zwischen den Flüssen N’Zi und Bandama erneut Siedlungsplätze fand. Hier gründete man das Königreich Baulé mit Warebo(in der Nähe von Bouaké) als Hauptstadt und Aura Poku als dessen erster Königin. Die Bevölkerung, die die Gegend besiedelte und bei der man Aufnahme gefunden hatte, war selbst zu großen Teilen von den Guru im Westen und den Senufo im Norden verdrängt worden und die Aufnahme der Aschanti bedeutete eine willkommene Verstärkung der Militärkraft für die verdrängten Gruppen. Es heißt, man habe sich gegenseitig geheiratet. Gemäß der Legende hatte Aura Poku auf ihrem Zug am Comoé-Fluss ihren damals im Kindesalter befindlichen Sohn opfern müssen, damit sie und ihr Volk mit Erlaubnis der Flussgottheit ungehindert über den Fluss setzen und weiterziehen konnten. Die Nachricht über die neue Aschanti-Kolonie im Westen löste im Akan-Heimatland eine wahre Auswanderungswelle aus und viele zogen zu ihren Verwandten in die neue Heimat. Neben dem Königreich Baulé entstand im 18. Jahrhundert auch Agni (Anyi) als ein weiterer Akan-Staat auf dem südwestlichen Territorium der heutigen Republik Elfenbeinküste.
Aura Poku starb ungefähr um 1760. Ihre Nachfolge als Königin von Baulé trat ihre Nichte Akwa Boni an.